# Damien (South Park)
A Damien (Damien) a South Park című rajzfilmsorozat nyolcadik része (az 1. évad 8. epizódja, habár mindenütt a 10. epizódként vetítették). Elsőként 1998. február 4-én sugározták az Amerikai Egyesült Államokban.

## Cselekmény
Cartman az óra előtt kiosztja a szülinapi meghívóit az osztályban. Ezután Mr. Garrison bemutat egy új diákot, Damient, aki azt állítja magáról, hogy a pokolból érkezett és a Sátán fia, aki hamarosan világuralomra tör. Amikor Cartman gúnyolódni kezd vele, Damien telekinetikus módon kihajítja az ablakon Cartman padját.
Az ebédlőben a gyerekek rájönnek, hogy mindegyikük meghívóján szerepel, milyen Mega Man akciófigurát kell venniük Cartmannek. Evés közben tovább piszkálják Damient, aki kacsacsőrű emlőssé változtatja Kennyt, majd dühöngeni kezd és lerombolja a menzát. Ezután követeli, hogy hozzák elé a South Parkban lakó Jézust. Miközben Damien haragja a játszóteret is feldúlja, megjelenik Jézus. Sátán (Damien közvetítésével) közli, hogy készüljenek a jó és a rossz végső harcára, melyet másnap fognak megvívni. Jimbo és a többi lakos ezután elmegy a bukmékerhez, hogy fogadást kössenek Jézus győzelmére.
Cartman roppant módon felháborodik, amikor megtudja, hogy az általa szervezett szülinapi bulival egyidőben tartják a végső ütközetet. A küzdelem előtt mindenki Jézus győzelmére teszi meg a tétet, de amikor meglátják, hogy Sátán sokkal nagyobb és erősebb nála, kivétel nélkül módosítják a fogadást (illetve egy ismeretlen személy továbbra is Jézusra fogad, de senki nem tudja, ki az). A főszereplő gyerekek segítenek edzeni Jézusnak, de nem sok sikerrel járnak. A szülinapi bulin Damien és Pip is megjelenik, noha őket nem hívták meg. Damien – azért, hogy a többiek kedvére tegyen – megnyit egy tüzes szakadékot, majd néhány fekete kísértet a levegőbe hajítja a lángoló Pipet. A gyerekeknek nagyon tetszik a rögtönzött tűzijáték (és Pip bántalmazása), ezért befogadják Damient és ő is részt vehet a bulin. Kyle az előre megbeszélt vörös Mega Man helyett egy társasjátékot ad Cartmannek, aki annyira felbőszül, hogy rátámad Kyle-ra és azonnal véget vet az összejövetelnek.
A küzdelem során Jézust elcsüggeszti, hogy az emberek elfordultak tőle, ráadásul vesztésre is áll. Stan buzdítani kezdi, hogy Nancy Kerrigan sem adta fel, amíg első nem lett (Kyle ezután közli, hogy Nancy csupán ezüstérmes volt). Ezért Stan azt mondja: „Ne légy nagy ember, de légy férfi!”. Stan szerint ezt Jézus mondta, de később beismeri, hogy a mondatot valójában a Star Trekben hallotta. A beszédtől fellelkesülve Jézus gyengén megüti Sátánt, aki ezután sérülést szimulálva elterül a padlón és szándékosan elveszti a meccset. Kiderül, hogy egyedül ő fogadott Jézusra, hogy elvehesse az emberek pénzét és ingatlant vásároljon. Amikor a South Park-iak ezen felháborodnak, Sátán rámutat, hogy Jézusra kellett volna hallgatniuk (aki ellenezte, hogy a Sátánra fogadjanak). A lakosok felismerve tévedésüket, arra kérik Jézust, hogy bocsásson meg nekik, aki erre így válaszol: „Hát, van más választásom?”
Az epizód legvégén Cartman látható, aki immár egyedül vesz részt a szülinapi buliján és betegre eszi magát süteménnyel.

## Kenny halála
- Miután kacsacsőrű emlősként megjelenik a meccsen és békésen üldögél, Jimbo „Vigyázz, támadni akar!” felkiáltással agyonlövi.

## Utalások
- Damient minden bizonnyal az Ómen című film főszereplőjéről mintázták.
- Stan mondata („Ne légy nagy ember, de légy férfi!”) a Star Trek: Kapcsolatfelvétel című filmből származik (bár a Star Trekben az idézet így hangzott el: „Ne akarj nagy ember lenni, csupán ember, és hagyd, hogy a történelem ítéljen meg.”)
- Jimbó mondata "Ez a faszi aztán nem spórolt a fasírttal" utalás a testsúly 4000 című epizód Fasirt-os reklámjára.

## Érdekességek
- A tanterem falán vörös számokkal szerepel a 666-os szám. Emellett a táblán is van egy egyenlet, amely tartalmazza ezt a számot (2x + 3y + 1 = 666).
- A DVD kommentár szerint Pip eredetileg meghalt volna ebben a részben, de végül a készítők életben hagyták, mert szükségük volt a karakterre a tömegjelenetekhez.
- Az akciófigurák egyáltalán nem hasonlítanak a valódi Mega Man figurákra. Valószínűleg azért döntöttek így az alkotók, hogy a jogi problémákat elkerüljék.
- Sátán először szerepel a sorozatban.

## Bakik
- A meccs egyik jelenetében Cartman anyja is látható, pedig ő elvileg akkor a fia szülinapi buliján tartózkodik.
- Stan kék Mega Man figurát ajándékoz Cartmannek, pedig neki az eredeti ajándéklista szerint zöldet kellett volna vennie.
- A meccs végén Token egyik pillanatban fekete, de a következő pillanatban fehér arccal látható.